# Martha Ribi
Martha Ribi-Raschle, née le 28 novembre 1915 à Zurich et morte le 4 octobre 2010 à Uster, est une femme politique suisse. Membre du Parti libéral-radical (PLR), elle compte parmi les premières femmes élues à l'Assemblée fédérale en 1971.

## Biographie
Fille d'un employé de banque, elle obtient son diplôme d'études secondaires en 1935, puis effectue des séjours linguistiques en Italie et en Angleterre. Elle se marie en 1936. Après le décès prématuré de son mari, elle travaille de 1945 à 1977 comme secrétaire au service médical de la ville de Zurich, dont elle est première adjointe dès 1964. Parallèlement à cette fonction, elle étudie à l'Université de Zurich à partir de 1957. Elle y obtient une licence d'économie en 1963.
Martha Ribi rejoint le Parti libéral-radical en 1963. En 1970, elle est candidate à l'élection du Conseil communal de Zurich. Après l'introduction du suffrage féminin dans le canton de Zurich, elle est élue au Grand Conseil en 1971, dans la circonscription de Zurich 2.
Elle est élue au conseil national lors des élections fédérales du 31 octobre 1971, et y représente le PLR pendant trois législatures, jusqu'en 1983. Elle est ainsi l'une des onze premières femmes à siéger au Conseil national et l'une des trois représentantes du canton de Zurich, aux côtés d'Hedi Lang et de Lilian Uchtenhagen.
Experte reconnue des affaires sociales et de la santé au sein de l'Assemblée fédérale, elle publie ses textes dans des revues spécialisées. Martha Ribi est aussi vice-présidente du Parti radical de 1973 à 1983. En outre, de 1978 à 1983, elle est présidente de l'association de l'école d'ergothérapie à Zurich. Elle est également membre de l'Association suisse des femmes radicales démocrates.